# Kunnamkulam
Kunnamkulam (o Kunamkulam) è una suddivisione dell'India, classificata come municipality, di 51.585 abitanti, situata nel distretto di Thrissur, nello stato federato del Kerala. In base al numero di abitanti la città rientra nella classe II (da 50.000 a 99.999 persone).

## Geografia fisica
La città è situata a 10° 39' 0 N e 76° 4' 60 E e ha un'altitudine di 56 m s.l.m..

## Società

### Evoluzione demografica
Al censimento del 2001 la popolazione di Kunnamkulam assommava a 51.585 persone, delle quali 24.396 maschi e 27.189 femmine. I bambini di età inferiore o uguale ai sei anni assommavano a 5.281, dei quali 2.612 maschi e 2.669 femmine. Infine, coloro che erano in grado di saper almeno leggere e scrivere erano 43.648, dei quali 21.036 maschi e 22.612 femmine.